# Stade national du Costa Rica (1924)
Pour les articles homonymes, voir Stade national du Costa Rica.
L'ancien stade national du Costa Rica était un stade de football construit à La Sabana, San José, au Costa Rica.

## Histoire
Il pouvait accueillir 25 100 spectateurs. Construit le 29 décembre 1924, et surnommé “La tacita de plata” (la petite tasse en argent), il fut remplacé par le stade national actuel en juillet 2008.

## Évènements
Le concert de Amnesty International, Human Rights Now!, y est donné le 13 septembre 1988. Les principaux acteurs de ce show furent Sting et Peter Gabriel; il y a aussi Bruce Springsteen & The E Street Band, Tracy Chapman, Youssou N'Dour et Guadalupe Urbina.